# Hikaru Utada
Hikaru Utada (宇多田ヒカル, Utada Hikaru, naissance le 19 janvier 1983), dont le nom est Utada aux États-Unis et le surnom Hikki (ヒッキー, Hikkī) par ses fans au Japon, est une chanteuse, compositrice, arrangeur et productrice de musique américano-japonaise, enfant de l'ancienne chanteuse de enka Keiko Fuji et du producteur de musique Teruzane Utada. Utada sort d'abord quelques disques en anglais sous le pseudonyme Cubic U à la fin des années 1990, puis sort sous son nom complet de nombreux disques en japonais qui auront un immense succès au Japon dans les années 2000, tout en sortant en parallèle d'autres disques en anglais à l'international sous le seul nom Utada pour un autre label. Utada est l'interprète des chansons principales de la série de jeux vidéo Kingdom Hearts.

## Présentation
Utada s'est fait connaître internationalement grâce à sa participation au thème musical dans deux des jeux de la série de jeux vidéo Kingdom Hearts avec les chansons Simple and Clean et Sanctuary.
Son premier album, First Love, est historiquement l'album le plus vendu au Japon avec plus de 7,65 millions de copies vendues. Ses albums suivants ont conforté son rang au sein des plus célèbres artistes du Japon avec trois albums japonais classés dans le Top 10 des meilleures ventes d'albums de tous les temps au Japon, respectivement à la première, quatrième et huitième place. Elle a atteint douze fois la première place au hit-parade Oricon avec ces singles. Cinq de ces singles ont été vendus à plus d'un million d'exemplaires et quatre se retrouvent dans le Top 100 des meilleures ventes de singles de tous les temps,.
De plus, Utada a reçu un disque d'or japonais récompensant la « Chanson de l'année » pour quatorze de ses singles depuis l'année 2000 et a remporté le disque d'or « Album Pop/Rock de l'année » pour ses quatre premiers albums studio japonais. En 2003, elle figura à la vingt quatrième place d'un Top 100 de HMV sur les artistes pop japonais de tous les temps et dixième au Top 30 des meilleurs chanteurs japonais de tous les temps en 2006.
En 2007, son single Flavor of Life a atteint la deuxième position du classement des singles les plus téléchargés à travers le monde cette année-là, avec 7,2 millions de téléchargements plus un total de 12 millions de sonneries et de chansons téléchargées la même année, un record en tant qu'artiste à réaliser autant de ventes numériques en une année.

## Biographie

### Naissance
La naissance de Hikaru Utada a eu lieu à Manhattan, New York, le 19 janvier 1983. Utada est l'enfant unique de Teruzane Utada (né en 1948) et de Junko Abe (1951-2013).
Ses parents travaillaient tous les deux dans l'industrie musicale : son père, Teruzane Utada (ou Skingg U), est un producteur de musique, et sa mère était une chanteuse de enka célèbre dans les années 1970, sous le pseudonyme de Keiko Fuji. Utada a grandi à New York et à Tokyo au Japon.
Lors de ses études à New York, ses camarades, n'arrivant pas à prononcer son prénom Hikaru, utilisaient plutôt le sobriquet « Hikki » (pour « Hikey », signifiant « une marque de baiser »). Ce surnom est largement utilisé par Utada et ses fans anglais et japonais.
Utada s'installe à Tokyo en 1998, étudie à la Seisen International School et plus tard à l'American School au Japon, jusqu'à l'obtention de son diplôme en 2000.

### Débuts
À treize ans, Utada compose un album anglophone sous le pseudonyme de Cubic U et on lui a plus tard proposé de composer un album en japonais, vu sa maîtrise de cette langue. En décembre 1998, Utada sort donc son premier single, Automatic / time will tell, qui se vend à plus de 2 millions d'exemplaires dans l'archipel. Vient ensuite son 2e single, Movin' on without you, avec un succès presque identique, puis un album qui restera marqué dans l'histoire du Japon. En effet, son premier album First Love est l'album le plus vendu de tous les temps sur le marché japonais. Il s'est écoulé à plus de 6 500 000 exemplaires et a fait d'Utada, alors âgée de 15 ans, un vrai phénomène de société,.
Depuis ce temps, tous les singles et albums d'Utada se sont vendus en de nombreux exemplaires. Son 2e album Distance s'est vendu à plus de 4 700 000 copies, et son 3e, à 3 600 000. Quant à son single Addicted to you, sorti en novembre 1999, il détient encore un record de vente : 1 500 000 exemplaires ont été vendus au cours des 24 heures suivant sa sortie. Toshiba-EMI a alors dû passer commande de 500 000 copies supplémentaires dans l'urgence. Le 28 mars 2002, Utada chante le thème du jeu vidéo Kingdom Hearts ; la chanson, qui s'intitule Simple And Clean, n'est autre que la version anglaise du titre Hikari. Utada établit ainsi un premier contact avec l'Europe grâce à l'importation du jeu (Simple And Clean n'apparaissant que dans les versions US et européenne du jeu). En mars 2004, Utada sort une compilation de ses singles, de Automatic/time will tell à COLORS appelée "Utada Hikaru: SINGLE COLLECTION Vol.1", puis sort un nouveau single en avril 2004 : Dareka no negai ga kanau koro (誰かの願いが叶うころ). Parallèlement, Utada sort aux États-Unis un album anglophone sous le nom de UTADA, appelé Exodus, qui a peu de succès à travers le monde sauf au Japon. En effet, il se vend 1 000 000 copies de cet album au Japon et seulement 20 000 aux États-Unis. L'artiste ne se laisse pas abattre et continue de sortir des singles pour faire la promotion de cet album : Easy Breezy, Devil Inside et Exodus 04. En septembre 2005, Utada sort un single au Japon, son premier en plus d'un an intitulé : Be My Last, thème d'un film d'amour appelé Haru no Yuki. Le 22 décembre 2005, de nombreux Européens (et Américains) ont pu mieux découvrir ses talents grâce à son single Passion, thème du jeu vidéo Kingdom Hearts 2, où Utada chante cette chanson en japonais : Sanctuary. La version anglaise de cette chanson est chantée dans les versions US et européenne du jeu. Son dernier album en date appelé Ultra Blue est sorti le 14 juin 2006. Ses derniers singles sortis depuis sont Boku wa Kuma et Flavor of Life, ce dernier marquant son divorce avec le réalisateur Kazuaki Kiriya. Utada a aussi chanté dans les dramas japonais Hana yori dango et Last Friends.
Avec l'intention de faire beaucoup de musique durant l'année 2010, Utada a annoncé son intention de se retirer de la musique à la fin de 2010 ou au début de 2011 pour se consacrer à sa « vie humaine ».
Le 16 novembre 2012, Utada sort provisoirement de sa retraite pour poster une vidéo intitulée Sakura Nagashi (桜流し – qui signifie : « La floraison des cerisiers ») sur son compte YouTube. Il s’agit d’une chanson de son crû pour le film d’animation japonais : « Evangelion 3.0 : You Can (Not) Redo ». Utada a accepté de bon cœur de chanter pour le générique du film malgré la pause de sa carrière musicale, étant fan de la série. Selon l’un de ses tweets, la vidéo a été disponible en version entière seulement pendant 3 jours à partir de sa date de sortie officielle (le 17 novembre 2012). En effet, la vidéo est actuellement raccourcie et ne dure que 1 minute et 19 secondes au lieu de 4 minutes et 41 secondes. Les paroles ont été postées et écrites en japonais sur le site officiel du single (le site est disponible en japonais et en anglais). La chanson a aussi été traduite en anglais, sur le même site, par Utada Hikaru en personne, ce qui n’était jamais arrivé auparavant. ».
Utada annonce son retour en janvier 2016, enregistrant ensuite deux titres qui servent de génériques à des programmes télévisés.
Le 28 septembre 2018, Utada annonce la sortie de Face My Fears, thème d'introduction de Kingdom Hearts 3, en collaboration avec Skrillex et Poo Bear. Le thème de fin s'intitule Chikai (Don't Think Twice pour la version anglaise), également présent dans son septième album japonais : Hatsukoi (初恋), sorti le 27 juin 2018 au Japon,.

### Vie privée
En mai 2014, Utada épouse un Italien, Francesco Calliano, union de laquelle naît un fils en juillet 2015. Leur divorce est officialisé en avril 2018.
Utada fait son coming-out non binaire en juin 2021, en commentant son nouvel album, Bad Mode, durant une interview avec Zane Lowe.

### Divers
Les chansons First love et Hatsukoi ont inspiré la série romantique First love : hatsukoi sortie sur Netflix le 24 novembre 2022.

## Discographie

### Avec U3
Albums
1. Star (17 septembre 1993)
2. Are Kara 10 Nen - Kinen Ban (ré-édition de Star ; 21 juin 2003)

Singles
1. Thank You (5 mai 1999)
2. Kodomotachi no Uta ga Kikoeru (21 juillet 2002)
3. 9 Sai no Omoide (21 août 2009)

### En tant que Cubic U
Singles
1. Tsumetai Tsuki -Nakanaide- (冷たい月 ~泣かないで~?) (par "Fuji Keiko with Cubic U" ; 26 septembre 1996)
2. I'll Be Stronger (1997)
3. Close To You (28 janvier 1997)
4. Golden Era (ゴールデン・エラ?) (par "Fuji Keiko with Cubic U" ; 5 mai 1999)

Album
1. Precious (28 janvier 1998 ; ré-édité le 31 mars 1999)

### En tant que Hikaru Utada

#### Albums
Albums studio
1. First Love (10 mars 1999)
2. Distance (28 mars 2001)
3. Deep River (19 juin 2002)
4. Ultra Blue (14 juin 2006)
5. Heart Station (19 mars 2008)
6. Fantôme (28 septembre 2016)
7. Hatsukoi (初恋) (27 juin 2018)
8. BADモード (Mode) (18 Janvier 2022)
9. SCIENCE FICTION（10 Avril 2024）

Compilations
1. Utada Hikaru Single Collection Vol.1 (31 mars 2004)
2. Utada Hikaru Single Collection Vol.2 (24 novembre 2010)

#### Singles
Singles physiques
1. Automatic / Time Will Tell (9 décembre 1998)
2. Movin' on Without You (17 février 1999)
3. First Love (28 avril 1999)
4. Addicted to You (10 novembre 1999)
5. Wait & See ~Risk~ (19 avril 2000)
6. For You / Time Limit (30 juin 2000)
7. Can You Keep a Secret? (16 février 2001)
8. Final Distance (25 juillet 2001)
9. Traveling (29 novembre 2001)
10. Hikari (光?) (20 mars 2002)
11. Sakura Drops / Letters (9 mai 2002)
12. Colors (29 janvier 2003)
13. Dareka no Negai ga Kanau Koro (誰かの願いが叶うころ?) (21 avril 2004)
14. Be My Last (23 septembre 2005)
15. Passion (14 décembre 2005)
16. Keep Tryin' (22 février 2006)
17. Boku wa Kuma (ぼくはくま?) (22 novembre 2006)
18. Flavor of Life (28 février 2007)
19. Beautiful World / Kiss & Cry (29 août 2007)
20. Heart Station / Stay Gold (20 février 2008)
21. Prisoner of Love (21 mai 2008)
22. Face My Fears (18 janvier 2019)

Singles numériques
- This Is Love (31 mai 2006)
- Kiss & Cry (31 mai 2007)
- Fly Me to the Moon (In Other Words) -2007 Mix- (27 juin 2007)
- Fight The Blues (27 mars 2008)
- Eternally -Drama Mix- (31 octobre 2008)
- Beautiful World -Planitb Acoustica Mix- (27 juin 2009)
- Hymne à l'amour ~Ai no Anthem~ (Hymne à l'amour ~愛のアンセム~?) (9 octobre 2010)
- Goodbye Happiness (10 novembre 2010)
- Show Me Love (Not a Dream) (17 novembre 2010)
- Sakura Nagashi (桜流し?) (17 novembre 2012)
- Hanataba wo Kimi ni (花束を君に?) (15 avril 2016)
- Manatsu no Tooriame (真夏の通り雨?) (15 avril 2016)
- Michi (道?) (16 septembre 2016)
- Oozora de Dakishimete (大空で抱きしめて?) (10 juillet 2017)
- Forevermore (28 juillet 2017)
- Anata (あなた?) (8 décembre 2017)
- Play A Love Song (25 avril 2018)
- Hatsukoi (初恋?) (30 mai 2018)

### En tant que Utada

#### Albums
Albums studio
1. Exodus (8 septembre 2004)
2. This Is the One (14 mars 2009)

Compilation
1. Utada the Best (24 novembre 2010)

#### Singles
1. Easy Breezy (3 août 2004)
2. Devil Inside (14 septembre 2004)
3. Exodus '04 (21 juin 2005)
4. You Make Me Want to Be a Man (17 octobre 2005)
5. Come Back to Me (10 février 2009)
6. Sanctuary (Opening) (21 juillet 2009)
7. Sanctuary (Ending) (21 juillet 2009)
8. Dirty Desire - The Remixes (21 décembre 2009)

Collaboration
- Do You, par "Ne-Yo featuring Utada" (21 novembre 2007)